# Lluís Prats Martínez
Lluís Prats Martinez (Terrassa, 1966) és un escriptor català. Va estudiar Història de l'Art i Arqueologia a la UAB i a la UdG. Ha escrit assaig, llibres d'art, novel·la històrica, i més d'una vintena de novel·les infantils i juvenils traduïdes a quinze idiomes. Es va donar a conèixer amb Hachiko, el gos que esperava, amb el qual va rebre el 52è premi Josep M. Folch i Torres l'any 2014, i va ser seleccionat a White Ravens 2016, amb il·lustracions de la il·lustradora polonesa Zuzanna Celej.
L'any 2018 va rebre el Premi Strega Ragazzi +6 a la Fira del Llibre de Bolonya per la traducció italiana de Hachiko, el gos que esperava". El 2019 va rebre el Premi Cifré de Colonya per Com caçar un alienígena, el Premi Ramon Muntaner per Kambirí de Lampedusa i per segona vegada el premi Josep M. Folch i Torres per Estimat monstre.
L'any 2020 va rebre el premi Carlemany pel foment de la lectura per Archie el noi que parlava amb elefants.
El 2023 va rebre per tercer cop el premi Josep M. Folch i Torres per Wen i Long

## Novel·la
- Aretes de Esparta. Madrid: Pàmies, 2010. ISBN 9788496952676
- Merrick : la veritable i meravellosa història de l'home elefant. Barcelona : Columna, 2016. ISBN 9788466421287[9]
- El escriba del rey leproso, Editorial Gregal, 2017 ISBN 9788417082284

## Novel·la infantil
- Concurs enverinat. Barcelona: Baula, 2014. ISBN 9788447928224
- Hachiko: el gos que esperava. Barcelona: La Galera, 2015. ISBN 9788424655396.[10] Seleccionada a White Ravens 2016.
- El Noi del planter. Barcelona : La Galera, 2016. ISBN 9788424656904-
- Penny Berry i la poció màgica. Barcelona : Cruïlla, 2016. ISBN 9788466141741
- Penny Berry i l'arbre d'or de Xangri-La. Barcelona : Cruïlla, 2016. ISBN 9788466141758
- Penny Berry i la Cripta dels Oblidats" Barcelona: Cruïlla 2017. ISBN 978-8467591965
- Penny Berry i l'anell d'enn Shazzan Barcelona: Cruïlla 2018 ISBN 978-8466143837
- Penny Berry i la batalla de Cairngorms Barcelona: Cruïlla, 2019 ISBN 978-8466145893
- La Petita coral de la senyoreta Collignon. Barcelona : Bambú, 2012. ISBN 9788483432037
- Tap! Barcelona : Animallibres, 2016. ISBN 9788415975809
- Shackleton. Expedició a l'Antártida. Bambú, 2011 ISBN 978-84-8343-153-5
- Kambirí. Estrella Polar, 2019 ISBN 978-84-9137-920-1
- Corporació d'alienígenes S.A., Barcanova, 2019 ISBN 978-84-489-4945-7
- Estimat monstre, La Galera, 2020 ISBN 978-8424666705
- Wen i Long, La Galera 2024 ISBN 978-84-246-7523-3
- ¡Ha llegado la Navidad! Edelvives, 2024 ISBN 9788414060094

## Novel·la juvenil
- El laboratorio secreto. Barcelona: Bambú, 2006. ISBN 8483430142
- El libro azul. Barcelona: Bambú 2007 ISBN 978-84-8343-035-4

- Archie, el noi que parlava amb elefants. Barcelona: Columna, 2021.ISBN 978-84-664-2791-3
- Ekaterina, Barcelona. Estrella Polar 2024 978-8413898285

## Educació
- Educar con éxito: claves para una educación inteligente. Barcelona: Belacqva, 2002. ISBN 8495894351

## Història
- Gladiadores: lucha y espectáculo en la antigua Roma: muerte en la arena. Madrid: Edaf, 2015. ISBN 9788441435674.[11]
- Julio César Julio César : veni, vidi, vici. [Barcelona] : Casals, 2009. ISBN 9788421838396
- Carlomagno. El padre de Europa Barcelona. casals 2014 ISBN 978-8421854471
- Pintura italiana: del primer gótico a los albores del Renacimiento. Barcelona, 2004. ISBN 84-7254-374-9
- Pintura italiana: Los genios del renacimiento y del barroco italiano. Barcelona, 2006.
- Pintura italiana: Del barroco pleno a la pintura del siglo XXI, Barcelona 2007 ISBN. 84-7254-373-0

## Cinema
- Cine para educar: guía de más de 200 películas con valores. Barcelona: Belacqva, 2005. ISBN 849589498X